# Kamysjin

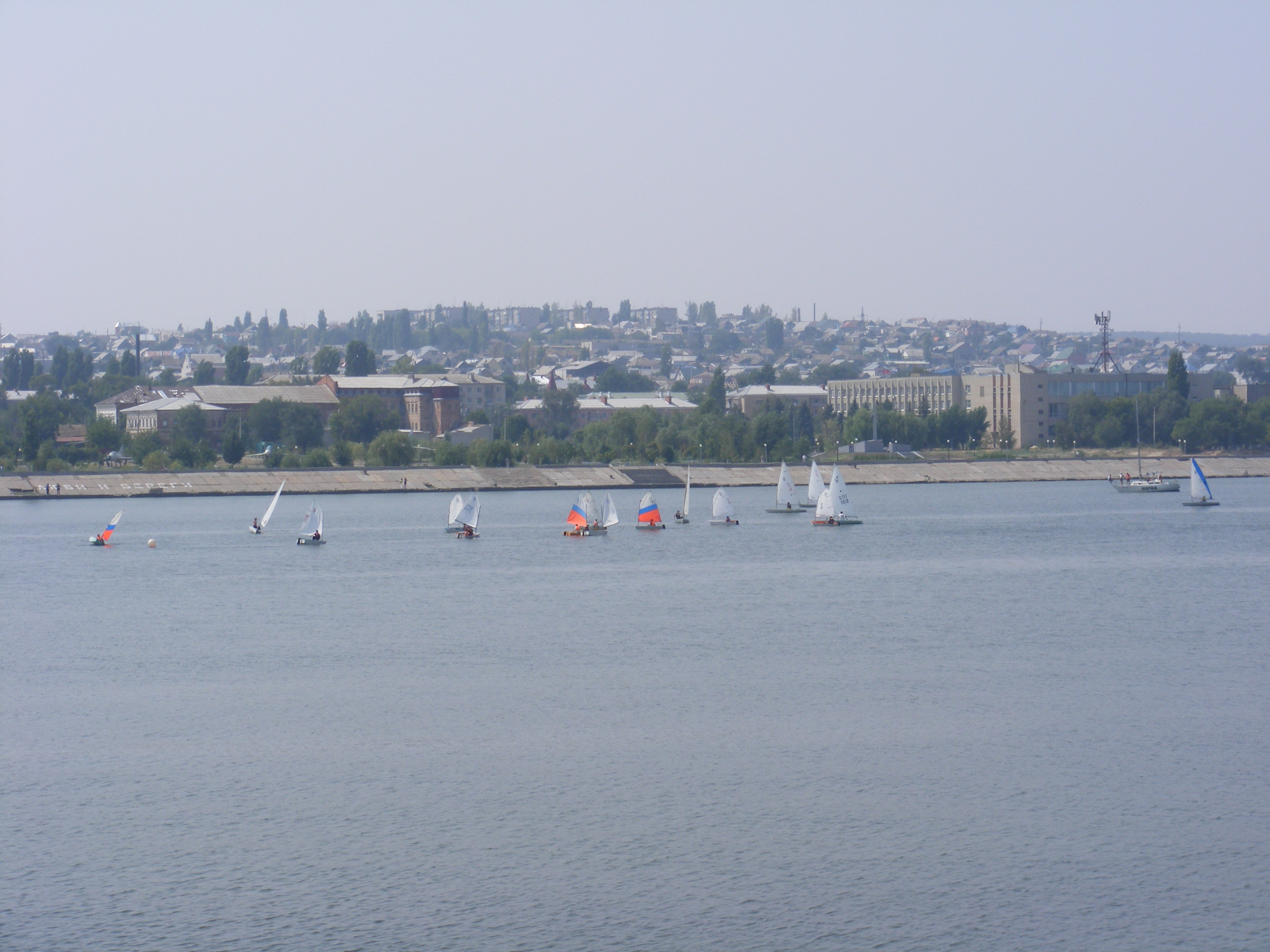
Kamysjin.

Kamysjin (ryska Камы́шин) är den tredje största staden i Volgograd oblast, Ryssland. Folkmängden uppgick till 113 402 invånare i början av 2015.